# Daniela Bianchi
Daniela Bianchi (Roma, 31 gennaio 1942) è un'attrice ed ex modella italiana.

## Biografia
Daniela Bianchi è nata a Roma ma da famiglia marchigiana, di Sirolo, in provincia di Ancona. Entra nel mondo dello spettacolo partecipando ad alcuni concorsi di bellezza. Nel 1960 si classifica al 2º posto a Miss Universo 1960 ed è premiata dalla stampa come Miss fotogenica.

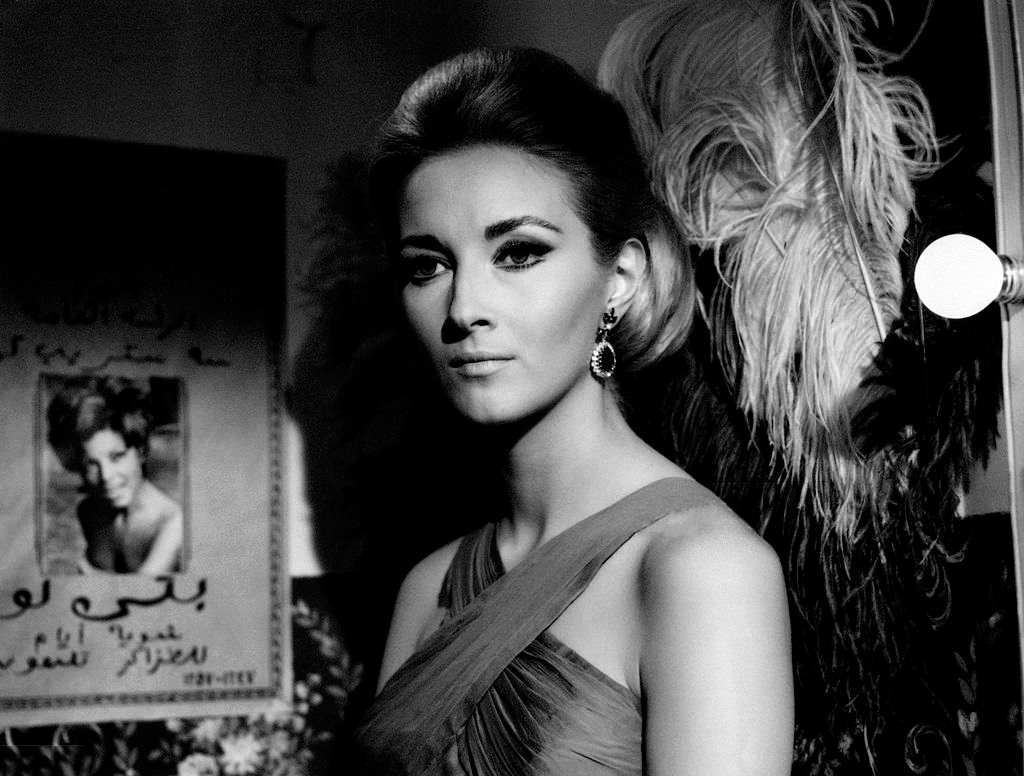
Daniela Bianchi nel film Requiem per un agente segreto del 1966

Inizia la carriera cinematografica interpretando piccole parti in alcune produzioni internazionali, tra cui La ragazza del peccato (1958) di Claude Autant-Lara, con Jean Gabin e Brigitte Bardot, e Una domenica d'estate (1962) di Giulio Petroni. Giunge alla fama mondiale nel 1963, quando è scelta come coprotagonista nel secondo capitolo della saga di James Bond, A 007, dalla Russia con amore di Terence Young.
Dopo il successo come Bond girl continua la sua partecipazione a produzioni internazionali, come in La tigre ama la carne fresca (1964) di Claude Chabrol e Dalle Ardenne all'inferno (1967) di Alberto De Martino, e nella commedia satirica L'ombrellone (1965) di Dino Risi. Nel 1965 è protagonista con Vittorio Gassman di Slalom, diretto da Luciano Salce. Partecipa poi a varie produzioni Eurospy, in voga negli anni sessanta. In O.K. Connery (1967) di Alberto De Martino recita con Lois Maxwell, Adolfo Celi e Neil Connery, fratello di Sean. Dopo il film Scacco internazionale (1968) di Giuseppe Rosati si sposa e decide di abbandonare le scene. Nel 2012 compare nel film documentario Noi non siamo come James Bond di Mario Balsamo. Da allora non è più apparsa al cinema e in pubblico.

## Vita privata
È stata sposata con l'armatore genovese Alberto Cameli dal 1970 al 2018, anno in cui è rimasta vedova. Ha un figlio di nome Filippo.

## Filmografia

### Cinema

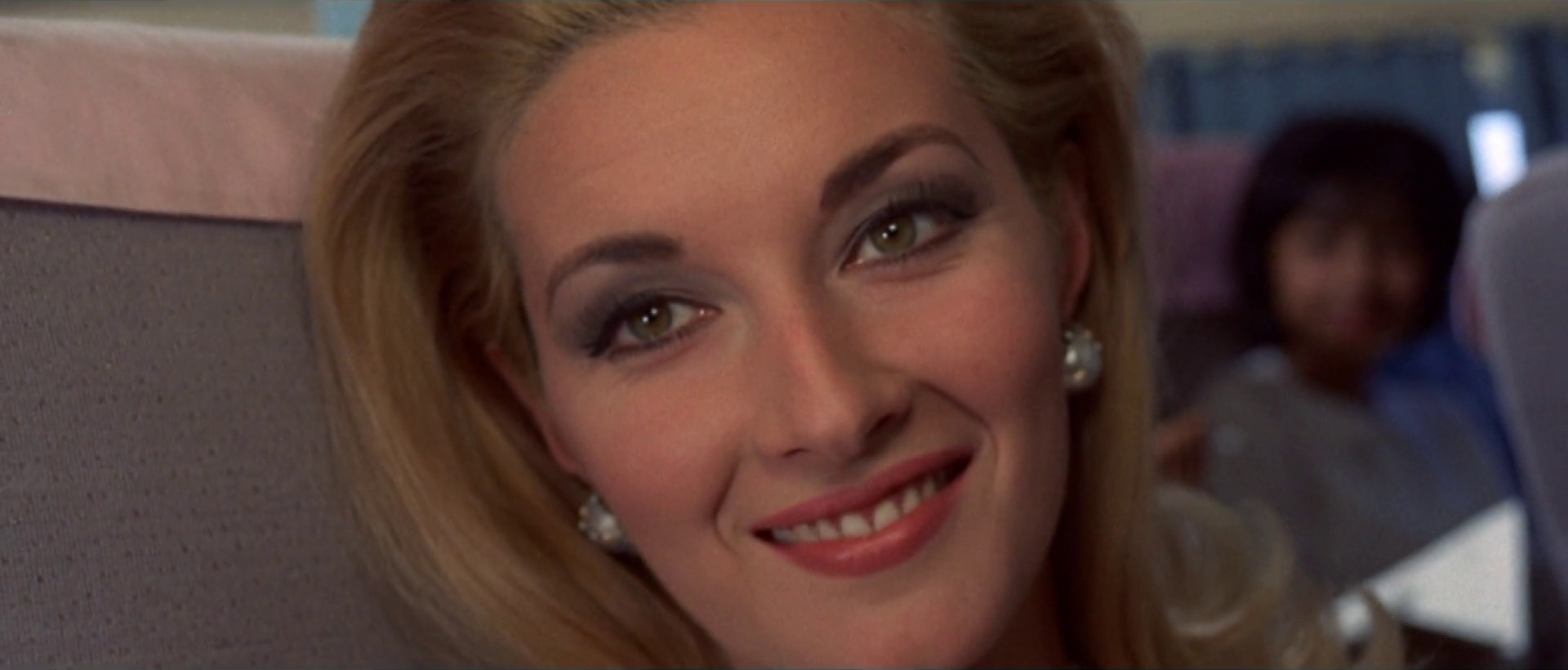
Un primo piano di Daniela Bianchi dal film Slalom (1965)

- La ragazza del peccato (En cas de malheur), regia di Claude Autant-Lara (1958)
- La notte e il desiderio (Les Démons de minuit), regia di Marc Allégret e Charles Gérard (1961)
- Una domenica d'estate, regia di Giulio Petroni (1962)
- La spada del Cid, regia di Miguel Iglesias (1962)
- A 007, dalla Russia con amore (From Russia with Love), regia di Terence Young (1963)
- La tigre ama la carne fresca (Le Tigre aime la chair fraîche), regia di Claude Chabrol (1964)
- Slalom, regia di Luciano Salce (1965)
- L'ombrellone, regia di Dino Risi (1965)
- Baleari operazione Oro (Zarabanda Bing Bing), regia di José María Forqué (1966)
- Missione speciale Lady Chaplin, regia di Alberto De Martino e Sergio Grieco (1966)
- Requiem per un agente segreto, regia di Sergio Sollima (1966)
- Troppo per vivere... poco per morire, regia di Michele Lupo (1967)
- Dalle Ardenne all'inferno, regia di Alberto De Martino (1967)
- O.K. Connery, regia di Alberto De Martino (1967)
- Scacco internazionale, regia di Giuseppe Rosati (1968)

### Televisione
- Il dottor Kildare (Dr. Kildare) – serie TV, episodi 3x08-09-10 (1964)

## Doppiatrici
- Maria Pia Di Meo in A 007 dalla Russia con amore, Missione speciale Lady Chaplin, Dalle Ardenne all'inferno
- Rita Savagnone in Requiem per un agente segreto, Troppo per vivere... poco per morire
- Vittoria Febbi in La Tigre ama la carne fresca
- Laura Gianoli in O.K. Connery